# Cantonul Solliès-Pont
Cantonul Solliès-Pont este un canton din arondismentul Toulon, departamentul Var, regiunea Provence-Alpes-Côte d'Azur, Franța.

## Comune
- Belgentier
- La Farlède
- Solliès-Pont (reședință)
- Solliès-Toucas
- Solliès-Ville